# Exechia subligulata
Exechia subligulata är en tvåvingeart som beskrevs av Shaw 1952. Exechia subligulata ingår i släktet Exechia och familjen svampmyggor. Inga underarter finns listade i Catalogue of Life.